# Костел Святого Миколая (Коропець)
Костел Святого Миколая в Коропці — культова споруда, парафіяльний римо-католицький храм у смт Коропці Тернопільської области України. Пам'ятка архітектури місцевого значення (охоронний номер 1257).

## Відомості
У Коропці 27 травня 1427 року заснував парафію святих Миколая і Катерини король Владислав Ягайло (за іншими даними, це відбулось 1421 року, проте, ймовірно, 1421 рік є датою фундації лише костелу).
У 1860-х роках було освячено новий мурований храм, споруджений коштом Мисливських та М. Межвенського, а 2 липня 1882 року святиню консекрували під титулом св. Миколая. У 194?—1992 роках храм було закрито, а після повернення — реставровано.
Парафію обслуговують дієцезійні священники з парафії Матері Божої Святого Скапулярія в Бучачі.